# Bep van Houdt
Bep van Houdt (Rotterdam, 2 juli  1940 – 19 juli 2017) was een Nederlands sportjournalist.
Hij begon zijn carrière in 1962 bij de Nieuwe Rotterdamsche Courant en werkte later onder andere voor de dagbladen Het Parool en Het Vrije Volk. Van 1966 tot 1994 was hij te horen als verslaggever bij NOS Langs de Lijn. Daarnaast werkte hij mee aan het sportprogramma "Goal" van de KRO. Later was hij ook commentator bij Eurosport en bij regionale omroepen.
Van Houdt was hoofdzakelijk actief als tennisverslaggever, maar versloeg ook andere sporten als voetbal, hockey en atletiek. Hij was een groot fan van Sparta Rotterdam en actief in de Sociëteit Olympisch Stadion. 
Op het eind van zijn leven was hij nog werkzaam voor het blad Tennis Magazine.
Hij overleed op 77-jarige leeftijd.